# Scottish Conservative Party
Die Scottish Conservative and Unionist Party (schott.-gäl. Pàrtaidh Tòraidheachd na h-Alba, Scots Scots Conservative an Unionist Pairty, dt. etwa Schottische Konservative und Unionistische Partei), kurz Scottish Conservative Party oder umgangssprachlich Scottish Tories genannt, ist eine Teilorganisation der britischen Conservative Party in Schottland. Die Scottish Conservative Party ist die zweitgrößte Partei Schottlands und ist seit 2016 mit 31 Sitzen im schottischen Parlament vertreten.

## Geschichte und Gegenwart
Die moderne Scottish Conservative Party wurde 1965 mit dem Zusammenschluss der Unionist Party in Schottland mit der Conservative Party von England und Wales gegründet. Die Unionist Party, wie auch die Conservative and Unionist Party in England und Wales, waren 1912 durch den Zusammenschluss der konservativen und liberalen Unionisten gebildet worden. Die Unionist Party organisierte sich in Schottland, während die Conservative and Unionist Party in England und Wales aktiv war. Sie war die dominierende Kraft in der schottischen Politik von den 1930er bis Ende der 1950er Jahre. Im Parlament von Westminster arbeiteten beide Parteien eng zusammen und bildeten eine Fraktionsgemeinschaft. Durch den Zusammenschluss wurde die Unionist Party, die zuvor formal eine selbständige schottische Regionalpartei gewesen war, zu einem regionalen Teil einer gesamtbritischen Partei, die ihren Hauptsitz in London hatte.
Die Unionist Party gewann die meisten Sitze in Schottland und die Mehrheit der schottischen Stimmen bei der Wahl 1955 – das erste Mal seit der Einführung des allgemeinen Wahlrechts. Bei der Wahl 1959 gewann die Unionist Party wieder die meisten Stimmen in Schottland allerdings keine Mehrheit und aufgrund des nicht repräsentativen Charakters des First-past-the-post-Wahlsystems, bekam sie weniger Sitze als die Labour Party. Die Labour Party dominierte danach die schottische Politik für die zweite Hälfte des 20. Jahrhunderts.
Bei den Unterhauswahlen 1997 verlor die Scottish Conservative Party alle Abgeordnetensitze (1992: 11 Sitze) in schottischen Wahlkreisen trotz 17,5 % (1992: 25,8 %) der Stimmen. Die Partei gewann einen einzigen Abgeordnetensitz aus Schottland bei den Unterhauswahlen 2001, 2005, 2010 und 2015, 13 Sitze bei der Wahl 2017 und 6 Sitze bei der Wahl 2019. Nach der Gründung des schottischen Parlaments im Jahre 1999 erreichte die Scottish Conservative Party den dritten Platz bei der schottischen Parlamentswahlen. Bei der Wahl im Jahr 2016 errang die Partei den zweiten Platz im schottischen Parlament. Die Partei hat einen der sechs schottischen Sitze im Europäischen Parlament. Im Jahre 2012 hatte die Scottish Conservative Party 11.000 Mitglieder. Seit Mai 2016 ist die Partei die zweitgrößte im schottischen Parlament, nach einem Gewinn von 16 Sitzen bei den schottischen Parlamentswahlen. Sie besetzt derzeit 31 der 129 Sitze, 24 dieser Sitze wurden dabei als Wahlkreismandate gewonnen.

## Parteiführer
- David McLetchie (6. Mai 1999 – 31. Oktober 2005)
- Annabel Goldie (31. Oktober 2005 – 4. November 2011)
- Ruth Davidson (4. November 2011 – 29. August 2019)[1]
- Jackson Carlaw (14. Februar 2020 – 30. Juli 2020)[2]
- Douglas Ross (5. August 2020 – 27. September 2024)
- Russell Findlay (seit 27. September 2024)

## Wahlergebnisse

Stimmenanteile der Konservativen bei der Wahl zum schottischen Parlament 2016

Prozentergebnisse und Gesamtsitze beziehen sich auf Schottland. Bis zum Jahr 1964 handelt es sich um die Ergebnisse der Unionist Party. Unterhauswahlen erfolgten durchgehend nach Mehrheitswahlrecht, Wahlen zum schottischen Parlament nach einem Mixed-Member Proportionalsystem und ab 1999 auch Wahlen zum Europaparlament nach Verhältniswahlrecht.
| Jahr | Wahl                              | Stimmenanteil | Sitze  |
| ---- | --------------------------------- | ------------- | ------ |
| 1935 | Unterhauswahlen 1935              | 48,7 %        | 35/72  |
| 1945 | Unterhauswahlen 1945              | 41,8 %        | 30/72  |
| 1950 | Unterhauswahlen 1950              | 44,8 %        | 31/70  |
| 1951 | Unterhauswahlen 1951              | 48,6 %        | 35/72  |
| 1955 | Unterhauswahlen 1955              | 50,1 %        | 36/72  |
| 1959 | Unterhauswahlen 1959              | 47,3 %        | 31/72  |
| 1964 | Unterhauswahlen 1964              | 40,6 %        | 24/72  |
| 1966 | Unterhauswahlen 1966              | 37,7 %        | 20/72  |
| 1970 | Unterhauswahlen 1970              | 38,0 %        | 23/72  |
| 1974 | Unterhauswahlen Feb. 1974         | 32,9 %        | 21/72  |
| 1974 | Unterhauswahlen Okt. 1974         | 24,7 %        | 16/72  |
| 1979 | Unterhauswahlen 1979              | 31,4 %        | 22/72  |
| 1979 | Europawahl 1979                   | 33,7 %        | 5/8    |
| 1983 | Unterhauswahlen 1983              | 28,4 %        | 21/72  |
| 1984 | Europawahl 1984                   | 25,8 %        | 2/8    |
| 1987 | Unterhauswahlen 1987              | 24,0 %        | 10/72  |
| 1989 | Europawahl 1989                   | 20,9 %        | 0/8    |
| 1992 | Unterhauswahlen 1992              | 25,8 %        | 11/72  |
| 1994 | Europawahl 1994                   | 14,5 %        | 0/8    |
| 1997 | Unterhauswahlen 1997              | 17,5 %        | 0/72   |
| 1999 | Parlamentswahl in Schottland 1999 | 15,6 %        | 18/129 |
| 1999 | Europawahl 1999                   | 19,8 %        | 2/8    |
| 2001 | Unterhauswahlen 2001              | 15,6 %        | 1/72   |
| 2003 | Parlamentswahl in Schottland 2003 | 16,6 %        | 18/129 |
| 2004 | Europawahl 2004                   | 17,8 %        | 2/7    |
| 2005 | Unterhauswahlen 2005              | 15,8 %        | 1/59   |
| 2007 | Parlamentswahl in Schottland 2007 | 16,6 %        | 17/129 |
| 2009 | Europawahl 2009                   | 16,8 %        | 1/6    |
| 2010 | Unterhauswahlen 2010              | 16,7 %        | 1/59   |
| 2011 | Parlamentswahl in Schottland 2011 | 13,9 %        | 15/129 |
| 2014 | Europawahl 2014                   | 17,2 %        | 1/6    |
| 2015 | Unterhauswahlen 2015              | 14,9 %        | 1/59   |
| 2016 | Parlamentswahl in Schottland 2016 | 22,0 %        | 31/129 |
| 2017 | Unterhauswahlen 2017              | 28,6 %        | 13/59  |
| 2019 | Europawahl 2019                   | 11,6 %        | 1/6    |
| 2019 | Unterhauswahl 2019                | 25,1 %        | 6/59   |
| 2021 | Parlamentswahl in Schottland 2021 | 23,5 %        | 31/129 |
| 2024 | Unterhauswahl 2024                | 12,7 %        | 5/57   |